# Ángel malvado
«Ángel malvado» es una canción grabada por el cantante mexicano Raymix. La canción fue escrita por el mismo. Fue lanzada en 2016 y se trata de uno de los sencillos promocionales de su primer álbum de estudio Oye mujer. El sencillo alcanzó el lugar número 24 en las listas del México Popular Airplay  del Billboard. La canción fue certificada platino + oro por la RIAA, y disco de oro por AMPROFON.

## Video musical
El video musical de «Ángel malvado» fue lanzado el 2 de diciembre de 2016, fue producido por Universal Music Latin Entertainment y cuenta con más de 70 millones de reproducciones en Youtube.

## Listas

### Semanales
| País   | Lista                              | Mejor posición |
| ------ | ---------------------------------- | -------------- |
| México | México Popular Airplay (Billboard) | 24             |

## Certificaciones
| País           | Organismo certificador | Certificación | Ref.  |
| -------------- | ---------------------- | ------------- | ----- |
| México         | AMPROFON               | Oro           | [ 4 ] |
| Estados Unidos | RIAA                   | Platino + Oro | [ 3 ] |